# だまってないで
『だまってないで』は松田樹利亜の2枚目のシングル。

## 内容
松田が初めて作詞を手掛けて本作は三貴「カメリアダイヤモンド」コマーシャル・ソングで最大のヒット・シングル。後に、作曲を担当した石川寛門がアルバム「Unknown things」にて、セルフカバー。
リテイクは2回行っており、1枚目のベストアルバム「1494 〜Julia's Best Selection〜」と2014年のアルバム「REVIVE」で行った。

## 収録曲
1. だまってないで
作詞：松田樹利亜　作曲：石川寛門　編曲：須貝幸生・神長弘一
2. December rain
作詞：田村直美　作曲：月光恵亮・須貝幸生　編曲：須貝幸生・神長弘一
3. だまってないで (inst.)

## レコーディング参加
- 神長弘一 - ギター
- 須貝幸生 - ベース
- 前野知常 - キーボード